# Belle: Rồng và công chúa tàn nhang
Ryū to Sobakasu no Hime (Nhật: 竜とそばかすの姫), còn được biết với tên Belle, là một bộ phim  điện ảnh hoạt hình thể loại kỳ ảo, khoa học viễn tưởng do Hosoda Mamoru đạo diễn kiêm biên kịch, xưởng phim Studio Chizu sản xuất và Toho phụ trách phân phối. Đây là tác phẩm điện ảnh thứ tám của Hosoda sau Mirai: Em gái đến từ tương lai năm 2018. Phim được khởi chiếu sớm tại Liên hoan phim Cannes lần thứ 74 vào ngày 15 tháng 7 năm 2021 và chính thức công chiếu tại Nhật Bản vào ngày 16 tháng 7.

## Nội dung
Suzu là một cô bé 17 tuổi sống cùng cha tại phần ngoại ô hẻo lánh ở tỉnh Kōchi. Cô thích ca hát nhưng phải tạm gác lại niềm đam mê sau khi người mẹ qua đời, cũng vì thế mà mối quan hệ giữa cha cô và cô càng xa cách. Khi Suzu trở nên tách biệt với thế giới xung quanh và chỉ còn âm nhạc là mục đích sống duy nhất của cô, cô đã được mời đến một thế giới ảo mang tên "U" với 5 tỷ người dùng. Tại nơi đây, Suzu đã bắt đầu cuộc sống mới dưới thân phận "Belle" và mang tiếng hát đến toàn thế giới. Cho đến khi một sinh vật huyền bí xuất hiện và làm đảo lộn cuộc sống của cô...

## Nhân vật lồng tiếng
| Nhân vật | Lồng tiếng         |
| --- | ------------------ |
| Naito Suzu (内藤鈴 (Nội Đằng Linh)) / Belle (ベル) | Nakamura Kaho      |
| Nhân vật chính của phim. Sau khi mẹ cô mất, cô dần trở nên tách biệt với thế giới xung quanh và từ bỏ đam mê ca hát. Trong thế giới "U", Sizu bắt đầu một cuộc sống mới dưới thân phận diva nổi tiếng tên là "Belle", sở hữu một giọng hát thần kì và vẻ đẹp tuyệt trần. |                    |
| Dragon | Satoh Takeru       |
| Betsuyaku Hiroka (別役弘香 (Biệt Dịch Hoằng Hương)) / Hiro-chan (ヒロちゃん) | Lilas Ikuta        |
| Người bạn cùng lớp của Sizu. Cô là người mời Sizu đến thế giới ảo "U" và cũng là người duy nhất biết đến thân phận "Belle" của Sizu. |                    |
| Hisatake Shinobu (久武忍 (Cửu Võ Nhẫn)) / Shinobu-kun (しのぶくん) | Ryō Narita         |
| Người bạn thuở nhỏ của Sizu và thuộc câu lạc bộ bóng rổ tại trường. |                    |
| Chikami Shinjiro (千頭慎次郎 (Thiên Đầu Thận Thứ Lang)) / Kamishin (カミシン) | Shōta Sometani     |
| Người bạn cùng lớp với Sizu, thuộc câu lạc bộ kayak tại trường. |                    |
| Watanabe Ruka (渡辺瑠果 (Độ Biên Lưu Quả)) / Ruka-chan (ルカちゃん) | Tina Tamashiro     |
| Một người bạn cùng lớp với Sizu. |                    |
| Cha Suzu | Yakusho Kōji       |
| Mẹ Sizu | Shimamoto Sumi     |
| Muitarō Hitokawa (ひとかわむい太郎) / Tokoraemaru (ぐっとこらえ丸) | Miyano Mamoru      |
| Justian (ジャスティン) | Morikawa Toshiyuki |
| Jenilek (イェリネク) | Tsuda Kenjiro      |
| Swan (スワン) | Koyama Mami        |
| Okumoto (奥本 (Áo Bổn)) | Sakamoto Fuyumi    |
| Kita (喜多 (Hỉ Đa)) | Shimizu Michiko    |
| Yoshitani (吉谷 (Cát Lộc)) | Moriyama Ryoko     |
| Hatanaka (畑中) | Nakao Sachiyo      |
| Nakai (中井 (Trung Tĩnh)) | Yoshimi Iwasaki    |
| | Ishiguro Ken       |

## Sản xuất
Sau sự thành công của Mirai: Em gái đến từ tương lai, Studio Chizu thông báo hãng đang sản xuất một bộ phim mới do Hosoda Mamoru đạo diễn kiêm biên kịch lấy tiêu đề là "Belle" vào ngày 14 tháng 12 năm 2020. Bộ phim cũng đánh dấu kỉ niệm 10 năm thành lập Studio Chizu. Phần thiết kế nhân vật do Jin Kim đảm nhận, người từng cộng tác trong các bộ phim của hãng Walt Disney như Nữ hoàng băng giá, Biệt đội Big Hero 6.

## Đón nhận

#### Doanh thu phòng vé
Trong ba ngày đầu khởi chiếu, Belle thu về 890 triệu yên, xếp hạng nhất về doanh thu phòng vé Nhật Bản sau khi bán ra hơn 600.000 vé vào cửa. Con số này tiếp tục tăng lên 2.4 tỉ yên sau 10 ngày công chiếu.